# Браун, Джоан
Джоан Браун (англ. Joan Brown; 13 февраля 1938 — 26 октября 1990) — американская художница из Северной Калифорнии. Принадлежала ко второму поколению фигуративной живописи Области залива.

## Ранние годы
Джоан Вивьен Битти (англ. Joan Vivien Beatty) родилась 19 февраля 1938 года в Сан-Франциско. Отец Джоан, сын ирландского эмигранта, много пил, а мать, которой семья помешала сделать карьеру, часто угрожала самоубийством. Джоан мечтала быстрее вырасти и покинуть дом.
Образование будущая художница получила в католических школах Сан-Франциско: сначала в школе Святого Винсента де Пола, а затем в Presentation High School, что выработало у неё отвращение к католическому образованию и религии. Дальше родители хотели отправить её в Lone Mountain, женский католический колледж, и в поисках альтернативы Джоан предпочла Калифорнийскую школу изящных искусств (ныне Институт искусств Сан-Франциско), хотя сильной тяги к искусству не имела. Окончила художественную школу в 1959 году со степенью бакалавра искусств, а затем в 1960 году получила степень магистра искусств. Её преподавателем и наставником был Элмер Бишофф. В 1958 году, ещё будучи студенткой, она провела свою первую персональную выставку в галерее.
В 1956 году, после не слишком удачного первого курса, она хотела бросить учёбу, но сокурсник и будущий первый муж Билл Браун убедил её окончить курс и работать с Бишоффом. Прямо перед свадьбой она сильно заболела. Билл Браун подарил ей книги с репродукциями картин Рембрандта, Франциско Гойи, Диего Веласкеса и других мастеров, которые из-за болезни были внимательно изучены. Позже она говорила, что благодаря знакомству с произведениями европейский мастеров почувствовала огромный прилив энергии. Вдохновлённая увиденным, она желала последовать их примеру и окончательно выбрала карьеру профессиональной художницы.
В 1962 году брак Джоан и Билла Брауна распался. В том же году она вышла замуж за скульптора Мануэля Нери, который также работал в направлении фигуративного искусства Области залива. Их отношения и творческое сотрудничество начались за несколько лет до этого, а брак продлился до 1966 года.

## Карьера
Джоан Браун получила известность благодаря фигуративной живописи, которая сочетала в себе яркий цвет, иногда карикатурный рисунок и личный символизм. Её первый музейный показ состоялся на ежегодной выставке музея Уитни в Нью-Йорке (в настоящее время выставка известна как Биеннале Уитни) в 1960 году, когда ей было 22 года. Она стала самой молодой художницей выставки.

### Начало карьеры
Будучи подростком, Джоан делала карандашные наброски изысканно одетых знаменитостей, фотографии которых находила в журналах. В 1956 году она прошла летний курс Калифорнийской школы изящных искусств у Элмера Бишоффа. В становлении творческой личности Джоан именно Бишофф сыграл ключевую роль, оказывая поддержку ученице и осуществляя общее наставничество. Он научил её следовать голосу сердца и не сосредотачиваться на мелких деталях и академических правилах. Джоан заметила, что учитель позволял ей делать ошибки и учиться на них. Бишофф заставил Джоан больше думать о настоящем искусстве и о борьбе, которая сопровождает создание картин. Это позволило художнице стать более серьёзной и сосредоточиться на поиске и раскрытии собственных талантов и приёмов.
Под влиянием метода обучения Бишоффа многие картины Браун оказались напрямую связаны с событиями, которые произошли в её жизни. Помимо искусства, её занимали и другие интересы: Джоан любила танцевать и плавать. Она также была очень близка с сыном и переживала романтические отношения и браки. Всё это стало темами её картин. Её работы становились всё более популярными и вызывали восхищение. В 1960 году, в возрасте двадцати двух лет, Браун провела в Нью-Йорке первую выставку своих картин в стиле абстрактного экспрессионизма.
С возрастом и развитием мастерства творческие интересы Браун менялись. Незадолго до смерти она обратилась к древним культурам и духовности.
В 1960 и 1961 годах, когда Браун стала зрелой художницей, она отошла от абстракции и сосредоточилась на фигуративной живописи. В картинах появились насыщенные цвета и выразительное освещение. Энергия, которую она привнесла в эти картины, проявлялась в использовании больших мазков и мастихинов. Она также позволяла краске случайным образом капать на различные участки холста. Образы, изображённые на картинах, таких как «Портрет Боба для Бинго» (Portrait of Bob for Bingo, 1960), задавали автобиографичный тон и помогали запечатлеть важные события и объекты в жизни художницы. Картина «Небесный взрыв в Салинасе» (The Sky Blew Up in Salinas, 1960) содержала много абстрактных форм, вдохновленных керамическими скульптурами Питера Вулкоса и работой с краской Фрэнка Лобделла.
В 1962 году у Браун в браке с её вторым мужем Мануэлем Нери родился сын Ноэль Элмер Нери. Темой картин 1963—1964 годов становится жизнь сына. Она запечатлела основные события и проблемы, с которыми сталкивался маленький Ноэль в это время. Одной из первых картин стала «Первое Рождество Ноэля» (Noel’s First Christmas, 1963), в которой соединились любовь Браун к сыну и любовь к Рождеству. В 1964 году художница рисовала мало, так как была занята преподаванием, а также переживала распад брака с Нери, с которым развелась в 1966 году.
В 1965 году Браун решила полностью изменить свой стиль живописи. Полагая, что густое импасто, большой масштаб и сочные цвета её предыдущих работ стали рутиной, она переключилась на более интимные, проработанные, менее спонтанные, чёрно-белые картины.

### Поздняя карьера
В 1968 году Джоан Браун вышла замуж за художника Гордона Кука. Несмотря на внешнее различие, оба уважали работы друг друга и черпали в них вдохновение. Браун снова начала использовать цвет. Её картины этого периода были созданы для саморефлексии. Её техника оставалась фигуративной и репрезентативной, но содержание стало более метафорическим. На это повлияли произошедшие в это время события, включая смерть обоих родителей. В работах стала проявляться любовь к кошкам. На картинах появилось больше животных и символизма, чем ранее.
В 1970-х годах Браун написала несколько автобиографических работ, основанных на реальных и вымышленных событиях. Как пловец-любитель, она участвовала в первом женском заплыве через пролив Золотые Ворота. В 1974 году Браун поступила на художественно-педагогический факультет Калифорнийского университета в Беркли. В 1975 году она в группе нескольких человек едва не утонула во время плавания на остров Алькатрас, когда на них наехало проходившее мимо грузовое судно. Среди картин, основанные на личном опыте, появился автопортрет «После плавания на Алькатрас № 3» (After the Alcatraz Swim #3, 1975).
Браун создала множество автопортретов. Хотя все её картины были очень личными и изображали конкретные события из жизни, автопортреты получились ещё более личными. Они не только отражали её жизнь, но также были связаны с другим картинам. Автопортреты отражали мысли и эмоции Браун. Картина «После плавания на Алькатрас № 3», написанная после почти смертельного опыта плавания через залив Сан-Франциско, помогла справиться с воспоминания об этом событии. Сильные эмоции, выраженные в творчестве, и сделали Джоан Браун влиятельной художницей.
В 1977 году Браун получила стипендию Гуггенхайма. В том же году она совершила первую поездку в Египет.
В конце 1970-х Браун стала всё больше интересоваться духовностью и идеями Нью Эйдж, в конце концов став другом Сатья Саи Бабы. Она совершила несколько поездок в его ашрам в Путтапарти (Индия). Она отказалась от живописи и сосредоточилась на публичных скульптурах, которые создавала под влиянием египетских и индуистских образов. Работы, созданные после этой поездки, отражали полученный опыт и сделанные наблюдения. После этого Браун путешествовала по всему миру, создавая картины на основе увиденных культур и полученного опыта.

### Преподавательская карьера
С 1961 по 1969 год Джоан Браун вела вводный курс рисования и художественный рисунок в Калифорнийской школе изящных искусств. В 1964 году её пригласили в Университет Колорадо в Боулдере вести летний курс. Браун преподавала живопись студентам как младших, так и старших курсов. Она также преподавала в Академии художественного колледжа в Сан-Франциско (в 1966—1967 и 1971—1973), Викторианском университете (Британская Колумбия, 1969), Колледже штата в Сакраменто (1970—1971) и Колледже Миллса в Окленде (1973). В 1974 году её пригласили преподавать в Калифорнийский университете в Беркли, а впоследствии включили в штат.

### Смерть
В 1990 году Браун снова отправилась в Путтапарти, чтобы помочь с установкой созданного ей обелиска в Музее вечного наследия Саи Бабы. В результате несчастного случая на стройке она погибла.